# آنا بوليتكوفسكايا
آنا ستيبانوفنا بوليتكوفسكايا (بالروسية: Анна Степановна Политковская) ‏ (30 أغسطس 1958 - 7 أكتوبر 2006) صحفية وكاتبة وناشطة حقوق إنسان روسية عرفت بمعارضتها للحرب الشيشانية الثانية وللرئيس الروسي فلاديمير بوتين. وفي 7 أكتوبر 2006، تعرضت لإطلاق النار عليها وقتلت أمام المجمع السكني الذي تقطنه، وهي عملية اغتيال لم تُحل، وما زالت تثير اهتمام المجتمع الدولي.
صنعت بوليتكوفسكايا شهرتها من تغطية الأحداث في الشيشان. تحولت مقالاتها بعد عام 1999، حول الأوضاع في الشيشان إلى العديد من الكتب - التي نشر معظمها خارج روسيا - وقد تابع القراء الروس تحقيقاتها ومنشوراتها من خلال صحيفة نوفيا جازيتا الروسية المعروفة بتحقيقاتها التي تغطي الشؤون السياسية والاجتماعية الروسية الحساسة. ومنذ عام 2000، نالت العديد من الجوائز الدولية، بينها جائزة اليونسكو/غييرمو كانو العالمية لحرية الصحافة عن سنة 2007 (بعد وفاتها). وفي عام 2004، نشرت أشهر أعمالها كتاب روسيا بوتين.

## مجريات التحقيق في اغتيالها
- 9 يونيو 2014 - محكمة روسية تحكم بالسجن مدى الحياة لمخطط ومنفذ اغتيال الصحفية الروسية آنا بوليتكوفسكايا، وأحكام بالسجن لما بين 12 و20 عامًا لثلاثة متواطئين مع المخطط والمنفذ.

## جوائز وتكريمات
- جائزة اتحاد المؤلفين النرويجي لحرية التعبير 2002[17]

## روابط خارجية
- آنا بوليتكوفسكايا على موقع IMDb (الإنجليزية)
- آنا بوليتكوفسكايا على موقع الموسوعة البريطانية (الإنجليزية)
- آنا بوليتكوفسكايا على موقع مونزينجر (الألمانية)
- آنا بوليتكوفسكايا على موقع قاعدة بيانات الفيلم (الإنجليزية)
- آنا بوليتكوفسكايا على موقع كينوبويسك (الروسية)